# United Democratic Party (Gambia)
Die United Democratic Party (UDP) (deutsch „Vereinigte Demokratische Partei“) ist eine politische Partei in Gambia. Der Wahlspruch der Partei lautet: englisch „Justice, Peace and Progress“ = „Gerechtigkeit, Frieden und Fortschritt“.

## Geschichte
Gegründet wurde sie vom Anwalt der Menschenrechte Ousainou A. N. M. Darboe im Jahr 1996. Als Kandidat bei den Präsidentschaftswahlen vom 18. Oktober 2001 kam er auf die zweite Stelle mit 32,7 Prozent der Stimmen. Die letzten Parlamentswahlen für die National Assembly am 17. Januar 2002 wurden durch die Partei boykottiert. Im Jahr 2005 vereinigte sich die UDP zu dem oppositionellen Bündnis National Alliance for Democracy and Development.
Seit 2012 ist die UDP assoziiertes Mitglied der Sozialistischen Internationale.
Der 2016 gewählte Präsident Adama Barrow verließ Ende 2019 die UDP, um die National People’s Party zu gründen.

## Wahlergebnisse
| \| Wahlergebnisse \| Wahlergebnisse \| Wahlergebnisse \| Wahlergebnisse \| Wahlergebnisse \| \| Wahl \| Jahr \| Stimmenanzahl \| Stimmenanteil \| Sitze oder Präsidentschaftskandidat \| \| --------------- \| -------------- \| -------------- \| -------------- \| ----------------------------------- \| \| Präsidentschaft \| 1996 \| 141.387 \| 35,8 % \| Ousainou Darboe \| \| Parlament \| 1997 \| 104.568 \| 34,0 % \| 7 von 45 \| \| Präsidentschaft \| 2001 \| 149.448 \| 32,9 % \| Ousainou Darboe \| \| Parlament \| 2002 \| Boykott \| n/a \| 0 von 48 \| \| Präsidentschaft \| 2006 \| 104.808 \| 26,7 % \| Ousainou Darboe \| \| Parlament \| 2007 \| 58.149 \| 22,1 % \| 4 von 48 \| \| Präsidentschaft \| 2011 \| 114.177 \| 17,36 % \| Ousainou Darboe \| \| Parlament \| 2012 \| Boykott \| n/a \| 0 von 48 \| \| Präsidentschaft \| 2016 \| 263.515 \| 45,5 % \| Adama Barrow \| | Stimmanteile (in %) 40% 30% 20% 10% 0% 969701020607111216 |               |               |                                     |
| Wahlergebnisse |                                                           |               |               |                                     |
| Wahl | Jahr                                                      | Stimmenanzahl | Stimmenanteil | Sitze oder Präsidentschaftskandidat |
| Präsidentschaft | 1996                                                      | 141.387       | 35,8 %        | Ousainou Darboe                     |
| Parlament | 1997                                                      | 104.568       | 34,0 %        | 7 von 45                            |
| Präsidentschaft | 2001                                                      | 149.448       | 32,9 %        | Ousainou Darboe                     |
| Parlament | 2002                                                      | Boykott       | n/a           | 0 von 48                            |
| Präsidentschaft | 2006                                                      | 104.808       | 26,7 %        | Ousainou Darboe                     |
| Parlament | 2007                                                      | 58.149        | 22,1 %        | 4 von 48                            |
| Präsidentschaft | 2011                                                      | 114.177       | 17,36 %       | Ousainou Darboe                     |
| Parlament | 2012                                                      | Boykott       | n/a           | 0 von 48                            |
| Präsidentschaft | 2016                                                      | 263.515       | 45,5 %        | Adama Barrow                        |